# Frederick C. Davis
Pour les articles homonymes, voir Davis.
Frederick C. Davis, né le 2 juin 1902 à St. Joseph, Missouri et décédé le 28 novembre 1977 à St. Petersburg, Floride, est un auteur américain de plusieurs romans policiers, parfois signés des pseudonymes Stephen Ransome et Murdo Coombs. Il a également écrit des nouvelles de son patronyme et sous les pseudonymes Art Buckley, Hal Dunning. Sous la signature Curtiss Steele, il a donné le cycle des romans et nouvelles de James Christopher, the Operator no. 5.

## Biographie
Âgé d'à peine vingt ans, il parvient à payer ses études dans un collège de Hanover, au New Hampshire, en vendant ses premières nouvelles à des pulps.  Dès 1924, il se décide à embrasser la carrière littéraire à plein temps. 
Son œuvre compte une multitude de nouvelles signées de son patronyme ou de l’un de ses nombreux pseudonymes. S’il privilégie le récit western dans les années 1920, il abandonne ce genre à la fin des années 1930 pour narrer les exploits d’escadrilles de l’aviation pendant la Seconde Guerre mondiale.  Il fait aussi une brève incursion dans la science-fiction sous la signature Curtiss Steele, mais se spécialise surtout dans la nouvelle policière, qu’il aborde dès ses premiers essais, et auquel il se consacre presque exclusivement après la fin du conflit mondial.
Quelques années avant le déclin des pulps, qui s’accélère pendant la guerre, Frederick C. Davis marque un tournant dans sa carrière en publiant ses premiers romans policiers. En 1938, Coffins for Three amorce la série de Cyrus Hatch, un professeur de sociologie et de criminologie, doublé d’un enquêteur privé. Après lui avoir consacré huit titres, Davis abandonne ce personnage pour Shyler Cole et Luke Speare, un duo de détectives privés new-yorkais, dont les six aventures appartiennent à la tradition du roman noir. Pour écouler sa prolifique production, Davis adopte dès 1939 le pseudonyme de Stephen Ransome. Sous cette signature, il donne des  thrillers et des récits d'enquête assez sombres et violents qui comptent parmi les meilleurs de son œuvre.  Il crée aussi la série de Lee Barcello, le très raffiné, mais peu perspicace lieutenant de police de Palmport, une petite ville côtière du Golfe du Mexique, et deux romans très curieux où le héros a pour nom... Stephen Ransome, un scénariste et auteur de roman policier, impliqué dans des affaires criminelles rondement menées.

## Œuvre

### Romans

#### SérieCyrus Hatch
- Coffins for Three ou One Murder to Many (1938)
- The Wouldn’t Stay Dead (1939)
- Poor, Poor Yorick (1939)
- The Graveyard Never Closes (1940)
- Let the Skeletons Rattle (1944)
- Detour to Oblivion (1947)
- Thursday’s Blade (1947)
- Gone Tomorrow (1948) Publié en français sous le titre Tu partiras demain, Paris, Librairie des Champs-Élysées, Le Masque no 405, 1951

#### SérieCole et Speare
- The Deadly Miss Ashley (1950) Publié en français sous le titre La Femme au vison, Paris, Librairie des Champs-Élysées, Le Masque no 497, 1955
- Lilies in Her Garden Grew (1951)
- Tread Lightly, Angel (1952)
- Drag the Dark (1953)
- Another Morgue Heard From ou Deadly Bedfellows (1954) Publié en français sous le titre Retour de flamme, Paris, Presses de la Cité, Un mystère no 231, 1955
- Night Drop (1955)

#### Autres romans
- Deep Lay the Dead (1942)
- High Heel Homicide (1955)

### Romans signés Stephen Ransome

#### SérieStephen Ransome
- Hear no Evil (1953) Publié en français sous le titre L’inspecteur n’a pas compris, Paris, Librairie des Champs-Élysées, Le Masque no 558, 1956 ; réédition, Paris, Librairie des Champs-Élysées, Le Club des Masques no 121, 1971
- The Shroud Off Her Back (1953)

#### SérieLee Barcello
- The Night, The Woman (1963) Publié en français sous le titre Un bateau dans la nuit, Paris, Édition Mondiales, coll. Intimité no 314, 1972
- One-Man Jury (1964) Publié en français sous le titre Les Deux Femmes du motel, Paris, Librairie des Champs-Élysées, Le Masque no 924, 1966
- Alias His Wife (1965) Publié en français sous le titre Bigame, Paris, Librairie des Champs-Élysées, Le Masque no 959, 1967
- The Sin File (1965) Publié en français sous le titre Le Dossier du péché, Paris, Librairie des Champs-Élysées, Le Masque no 1015, 1968
- The Hidden Hour (1966) Publié en français sous le titre Une heure à tuer, Paris, Librairie des Champs-Élysées, Le Masque no 971, 1968
- Trap no. 6 (1972)

#### Autres romans
- Death Checks In ou Whose Corpse (1939)
- A Shroud for Shylock (1939)
- Hearses Don’t Hurry (1941)
- False Bounty ou I, the Executioner (1948) Publié en français sous le titre Les MArrons du feu, Paris, Denoël, coll. Oscar no 17, 1953
- The Frazer Acquital (1966) Publié en français sous le titre Acquittement d’office, Paris, Librairie des Champs-Élysées, Le Masque no 585, 1957
- The Men in Her Death (1956) Publié en français sous le titre La Mauvaise Piste, Paris, Librairie des Champs-Élysées, Le Masque no 593, 1957
- So Deadly My Love (1957) Publié en français sous le titre Séparés de corps, Paris, Gallimard, Série noire no 628, 1961
- I’ll Die for You (1959) Publié en français sous le titre Faut-il mourir pour vous ?, Paris, Librairie des Champs-Élysées, Le Masque no 690, 1960 ; réédition, Paris, Librairie des Champs-Élysées, Le Club des Masques no 91, 1970
- The Unspeakable (1960)
- Warning Bell (1960) Publié en français sous le titre Kingstone Place, Paris, Édition Mondiales, coll. Nous deux no 418, 1981
- Some Must Watch (1961) Publié en français sous le titre Elle en veut !, Paris, Gallimard, Série noire no 699, 1962 ; réédition, Paris, Gallimard, Carré noir no 299, 1979
- Without a Trace (1962)
- Meet Me in Darkness (1964) Publié en français sous le titre Le Rendez-vous dans l’ombre, Paris, Dupuis, coll. Mi-nuitno 14, 1967

#### Roman signé Murdo Coombs
- A Moment of Need (1947)

#### Romans signés Curtiss Steele
- The Invisible Empire (1966)
- The Army of the Dead (1966)
- Blood Reign of the Dictator (1966)
- Hosts of the Flaming Death (1966)
- Invasion of the Yellow Warlords (1966)
- March of the Flame Marauders (1966)
- The Masked Invasion (1974)
- The Yellow Scourge (1974)

### Nouvelles

#### SérieSteve Thatcher, the Moon Man
- Blood Bargain (1934)
- Death Moon (1934)
- The Dial of Doom (1935)
- Homicide Dividends (1935)

#### SérieMark Hazzard
- Coffins for Two (1935)
- Juggernaut Justice (1935)
- Corpse Court (1935)
- The Murder Crypt (1935)
- Terror Tribunal (1935)
- The Death-Chair Challenge (1936)

#### SérieBill Brent
- Home Sweet Homicide (1943)
- Clinic for Corpses (1943)
- Some Like ’Em Dead (1946)

#### SérieDrCarter Cole
- Corpses in the Rain (1943)
- The Doctor Brings Death (1943)
- The Little Green Door of Doom (1944)
- Doctor Diggory’s Glass Grave (1944)
- Corpse-Song for a Cop (1945)
- Murder in Two-Time (1947)
- Nine Toes Up!  (1948)
- I’m a Stranger Here Myself!  (1948)
- Sculptor of Flame (1948)
- Man About Murder (1948)
- Kill-and-Run Blonde (1949)
- The Lid’s Off!  (1949)
- Lady of the Night (1949)
- Don’t Talk, Chump!  (1949)
- Up in Murder’s Room (1949)

#### Autres nouvelles policières
- The Million Dollar Specter (1922)
- The Perfect Crime (1923)
- The Smoke Devil (1923)
- The Hole in the Wall (1923)
- Smithereens (1923)
- All the News (1923)
- Off with the Fight! (1923)
- The Phantom Fingerprint (1923)
- The Brainy Fool (1924)
- No Time for Business (1924)
- Seven Purple Pills (1924)
- The Hair-Cut Clew (1924)
- The Shadow (1924)
- The Mantel Clock (1924)
- The Masculine Angle (1924)
- Too Many Suspects (1924)
- The Other Side of the Rio Grande (1924)
- Professor Giddings Tames a Savage (1924)
- Florry’s Minute (1925)
- All in a Name (1925)
- Nimble Fingers (1925)
- A Double Knockout (1925)
- The Chariot of Sing Lee (1925)
- Carpet Clews (1926)
- The Big Lobo (1927)
- Waiting Hammer (1927)
- Thunder-Bird’s Chick (1927)
- Bad Man (1928)
- Tardy Tolliver (1928)
- Murder in the Streets (1930)
- Big Guy (1930)
- Hollywood Hoodoo (1931)
- The False Formula (1932)
- Absentee Justice (1932)
- Broadway Below (1932)
- Horse-Sense (1933)
- Death to the Witness (1934)
- Fanged Fury (1934)
- Stone Dead (1934)
- Death Lights the Candle (1934)
- Doorway to Doom (1935)
- Suicide Lottery (1936)
- Suicide Sweepstakes (1936)
- The Phantom Juggernaut (1936)
- Tune in on Murder (1936)
- Front Page Dynamite (1937)
- Crimson Broadcast (1938)
- Double Deadline (1938)
- This Way to the Morgue (1938)
- Maidens for Death’s Desire (1938)
- My Dead Bride Beckons (1939)
- Danger in Numbers (1939)
- Please Pass the Poison (1941)
- Blow Cold, Blow Hot (1941)
- High Dough (1941)
- Dames on a Bullet Binge (1941)
- Killer, Stay Away from My Door!  (1941)
- The Premature Obituary (1941)
- Killer, What’s Your Name?  (1942)
- The Case of the Gambling Corpse (1942)
- Death at Cockcrow (1942)
- Epitaph for X (1942)
- When a Dick Uses His Dukes (1942)
- No Appeal for the Dead! (1942)
- The Corpse Cries Murder (1942)
- The Guns from Hell (1942)
- Pick Your Casket!  (1942)
- Furlough for Murder (1943)
- Blood Doner Boomerang (1943)
- Terror’s Twin (1943)
- I Thought I’d Die (1943)
- Let the Dead Speak (1944)
- I’ll See You at the Morgue (1944)
- Get Ready Your Shroud (1944)
- The Killer Came Too Late (1945)
- Assignment—Death!  (1946)
- Deadline at Midnight (1946)
- Death is a Dame (1948)
- I’ll Marry a Killer!  (1948)
- Hide Behind Homicide (1949)
- Lovely to Shoot At (1949)
- Flaming Angel (1949)
- Man of Extinction (1949)
- Let Me Kill You, Sweetheart (1949)
- Here Today Gunned Tomorrow (1949)
- Murder’s Madcap Mermaid (1950)
- So Dead the Rogue (1950)
- Shed No Tears for Me (1952)
- Lenore (1956) Publié en français sous le titre Lenore, Paris, Éditions OPTA, Suspense no 23, février 1958

#### Nouvelles westerns et d’aventures
- Grip of the Green (1921)
- The Hoax-Trail (1922)
- The White Avalanche (1922)
- Bighead (1922)
- The Spot in the Air (1923)
- Nuggets Dropped Around (1923)
- Stet’s Lucky Bump (1923)
- Pinned Right There (1923)
- Valley of Mummies (1924)
- Savages at Large (1924)
- The Branding Melody (1925)
- The Light Among the Pines (1925)
- A Cloud from Kansas (1926)
- Prisoner of Honor (1926)
- Just Between the Two of Them (1926)
- The Criss Cross Clue (1927)
- Golden Thunder (1927)
- Buckeroo Sauce (1927)
- High and Dry (1927)
- The Voice of Old Bill (1927)
- But the Horse Knew Best (1927)
- Old Leather Eater (1927)
- On Precipice Trail (1927)
- Patrols of Peril (1927)
- Ordeal by Air (1927)
- Down in a Minute (1927)
- Rustlers Breed (1927)
- Six-Guns for Christmas (1927)
- Haunted Hangars (1928)
- Zooming the Clouds (1928)
- Brone Meat (1928)
- Half-Way to Heaven (1928)
- Range Land Luck (1928)
- When Killers Meet (1928)
- The Back-Action Stampede (1928)
- Grindin’ High (1928)
- Flying Twins (1928)
- The Living Dead (1928)
- Riders of the Rainbow (1928)
- Winged Knives (1928)
- Gunman’s Gold (1928)
- King Cow (1928)
- Plane Jane (1928)
- Call Your Shots (1928)
- Bull’s-Eye from the Brazos (1928)
- Cloud Cracker’s Courage (1928)
- Eyes of the Sky (1928)
- Flying Knaves (1929)
- Barrage! (1929)
- The Sky-Pirate (1929)
- Whispering Noose (1929)
- Doom Drums (1929)
- Double Eagle (1929)
- Eagles All (1929)
- Eagle Eyes (1929)
- Plunderers of Paradise (1929)
- Brothers of the Thunderbolt (1929)
- King of the Sky (1929)
- Sharpshooter!  (1929)
- Gunman’s Bluff (1929)
- The Flying Dutchman (1930)
- Air-Wise (1930)
- Birds of Rebellion (1930)
- Pardner Pistoleers (1930)
- Gold in the Wind (1930)
- When Satan Flies (1930)
- Black Eagle (1930)
- As a Crow Flies (1930)
- Bird’s Eye View (1930)
- The Cloud Cracker (1930)
- “Get That Red Fokker!” (1930)
- The Parlor Pilot (1930)
- Snake Tracks (1930)
- The Celluloid Ship (1930)
- The Glory Grabber (1930)
- One Thousand Hours Up! (1930)
- Bullet Branded (1930)
- Footprints in Air (1931)
- The Film Flyers (1931)
- Spyrocket (1931)
- Double Jeopardy (1931)
- Rawhide (1931)
- Shoot First!  (1931)
- Sky Prisoner (1931)
- The Eagle’s Eye (1931)
- The Lady Bug (1931)
- Cannons on the Wing (1931)
- Trigger Temper (1932)
- Range Broken (1932)
- Fighting Colors (1932)
- The White Raven (1932)
- Dead Man’s Boots (1934)
- Boot-Hill Cache (1935)
- Outlaws Hang Twice (1935)
- Tombstone Sixes (1936)
- Ghost Ranch (1936)
- Skeleton Cache (1936)
- Rattlesnake Legion (1936)
- Sixes at Sun-up (1936)
- Court of Colts (1936)
- Murder for a Pastime (1936)
- The Little Buckaroo (1936)
- The Owl-Hoot Hostage (1937)
- The Zero Flight (1937)
- Vickers Victory (1938)
- Nameless Brides of Forbidden City (1939)

#### Nouvelles signées Art Buckley
- Winter Take All (1930)
- Comeback (1930)
- Hate Fight (1930)
- Quick Fisted (1931)
- Gloves of Gold (1931)
- Bare Knuckles (1931)
- Elliot, Duke of Clout (1931)
- Iron Fists (1932)
- No Fight Tonight (1932)
- The Count of Ten (1932)

#### Nouvelles signées Hal Dunning
- Ranger King (1932)
- Hangman’s Hickory (1932)
- No Rangers Wanted (1932)
- Wolves Can Climb (1932)
- Once an Outlaw (1932)
- Coyotes Beware (1932)
- Quicksand (1932)
- “Women is Sure Peculiar”  (1932)
- Gents Use Guns (1932)
- Battle Cry (1932)
- Left-Handed Law (1932)
- Outlaw Island (1932)
- The Christmas of a Wolf (1932)
- Hell’s Acres (1933)
- Two-Spots Can’t Win (1933)
- Found Gold (1933)
- Pardner’s Honor (1933)
- There’s Always Wolves (1933)
- Hard to Understand (1933)
- The Terror Twins (1933)
- Fog (1933)
- High-Water Cache (1934)
- Golden Pelts (1934)

#### Nouvelles signées Curtiss Steele
- Master of Broken Men (1934)
- Legions of the Death Master (1934)
- Attack of the Blizzard Man (1935)
- Death’s Ragged Army (1936)
- Patriot’s Death Battalion (1936)
- The Bloody Forty-Five Days (1937)
- Liberty’s Suicide Legions (1937)
- Siege of the Thousand Patriots (1937)
- Patriots’ Death March (1937)
- Revolt of the Lost Legions (1937)
- Drums of Destruction (1937)
- The Army Without a Country (1937)
- The Dawn That Shook the World (1938)

## Sources
- Jacques Baudou et Jean-Jacques Schleret, Le Vrai Visage du Masque, vol. 1, Paris, Futuropolis, 1984, 476 p. (OCLC 311506692), p. 152-153 et 352-353 (Ransome).
- Claude Mesplède (dir.), Dictionnaire des littératures policières, vol. 1 : A - I, Nantes, Joseph K, coll. « Temps noir », 2007, 1054 p. (ISBN 978-2-910-68644-4, OCLC 315873251), p. 543.